# لوئیجی سیلوستری
لوئیجی سیلوستری (انگلیسی: Luigi Silvestri؛ زادهٔ ۲۲ ژانویهٔ ۱۹۹۳) بازیکن فوتبال اهل ایتالیا است.